# Pięciobój antyczny

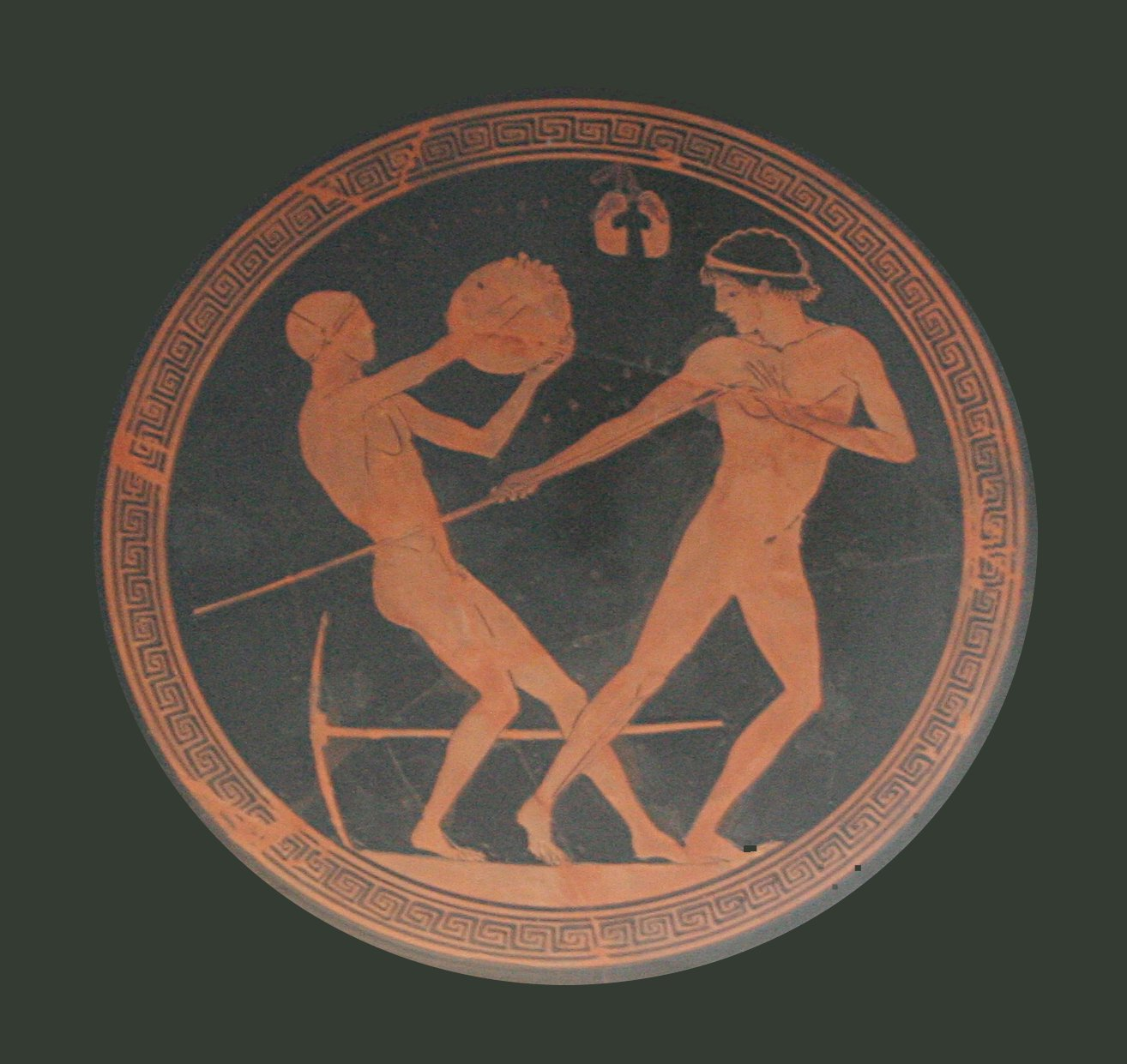
Trzy najważniejsze dyscypliny pięcioboju antycznego: rzut dyskiem, rzut oszczepem oraz skok w dal w tle; tondo kyliksu, styl czerwonofigurowy, Onesimos, ok. 490 p.n.e., Staatliche Antikensammlungen

Pięciobój antyczny, pentatlon (gr. πένταθλον, pentathlon) – dyscyplina sportu w starożytnej Grecji, obejmująca: stadion, skok w dal, rzut dyskiem, rzut oszczepem oraz zapasy; dyscyplina olimpijska od 708 p.n.e.

## Opis
Uczestnicy musieli wykazać się sprawnością w pięciu dyscyplinach, którymi były: stadion, czyli bieg na dystansie jednego stadionu, skok w dal, rzut dyskiem, rzut oszczepem oraz zapasy. Skok w dal, rzut dyskiem i rzut oszczepem były zazwyczaj rozgrywane jako część pięcioboju, a nie jako indywidualne konkurencje.
Aby wygrać należało zwyciężyć w trzech dyscyplinach.  
Nie ma jednoznacznej opinii na temat kolejności rozgrywania poszczególnych konkurencji pięcioboju; wiadomo jedynie, że zapasy były rozgrywane na końcu. Jedno z założeń przyjmuje następującą kolejność: stadion, rzut dyskiem, skok w dal, rzut oszczepem i zapasy. Inne przyjmuje, że podczas igrzysk olimpijskich najpierw rozgrywano skok w dal oraz rzuty dyskiem i oszczepem – jeśli jeden z zawodników zwyciężył we wszystkich trzech konkurencjach zostawał zwycięzcą pięcioboju. Jeśli nie było zwycięzcy, rozgrywano bieg, a jeśli nadal nie było rozstrzygnięcia – zapasy.

## Historia
Według mitologii pięciobój ustanowił Jazon (na podstawie przekazu Flawiusza Filostraty). Wśród Argonautów najlepszym w rzucie dyskiem był Telamon, w rzucie oszczepem – Linkeus, w biegu i skoku w dal Boreadzi: Kalais i Zetes. Peleus, przyjaciel Jazona, był drugi w każdej z tych dyscyplin i najlepszy w zapasach. Jazon, który miał przyznać nagrody najlepszym, połączył wszystkie pięć dyscyplin w jedną tak, by uhonorować Peleusa.  
Po raz pierwszy pięciobój rozegrano na igrzyskach olimpijskich podczas XII olimpiady w 708 p.n.e.

### Lista zwycięzców
Poniższa lista została stworzona na podstawie informacji w banku danych igrzysk olimpijskich Fundacji Świata Helleńskiego (gr. Ίδρυµα Μείζονος Ελληνισµού, (ΙΜΕ), ang. Foundation of the Hellenic World, (FHW)) : 
| Igrzyska | Rok        | Zwycięzca           | Miejsce pochodzenia |
| -------- | ---------- | ------------------- | ------------------- |
| 18.      | 708 p.n.e. | Lampis              | Sparta              |
| 26.      | 676 p.n.e. | Filombrotos         | Sparta              |
| 27.      | 672 p.n.e. | Filombrotos         | Sparta              |
| 28.      | 668 p.n.e. | Filombrotos         | Sparta              |
| 70.      | 500 p.n.e. | Akmatidas           | Sparta              |
| 72.      | 492 p.n.e. | Hieronymos          | Andros              |
| 73.      | 488 p.n.e. | Eutykles            | Lokryda             |
| 74.      | 484 p.n.e. | Teopompos           | Heraja              |
| 75.      | 480 p.n.e. | Teopompos           | Heraja              |
| 76.      | 476 p.n.e. | nieznany            | Taras               |
| 77.      | 472 p.n.e. | [...]amos           | Milet               |
| 78.      | 468 p.n.e. | [...]tion           | Taras               |
| 79.      | 464 p.n.e. | Ksenofont           | Korynt              |
| 82.      | 452 p.n.e. | Pytokles            | Elida               |
| 83.      | 448 p.n.e. | Keton               | Lokryda             |
| 84.      | 444 p.n.e. | Ikkos               | Taras               |
| 99.      | 384 p.n.e. | Hysmon              | Elida               |
| 101.     | 376 p.n.e. | Stomios             | Elida               |
| 112.     | 332 p.n.e. | Kallippos           | Ateny               |
| 117.     | 312 p.n.e. | Aleksibios          | Heraja              |
| 121.     | 296 p.n.e. | Timakos             | Mandinia            |
| 137.     | 232 p.n.e. | Gorgos              | Mesini              |
| 145.     | 200 p.n.e. | Timon               | Elida               |
| 177.     | 72 p.n.e.  | Aristonymidas       | Kos                 |
| 229.     | 137 n.e.   | Aelius Granianos    | Sykion              |
| 230.     | 141 n.e.   | Aelius Granianos    | Sykion              |
| 244.     | 197 n.e.   | Aurelius Metrodorus | Kyzikos             |
| 252.     | 229 n.e.   | Demetrios           | Salamina            |
| 253.     | 233 n.e.   | Demetrios           | Salamina            |
| 255.     | 241 n.e.   | Aurelius Germanus   | Antinoe             |
| 255.     | 241 n.e.   | Publius Asklepiades | Korynt              |